# Chiesa dei Gesuiti (Lucerna)
La chiesa di San Francesco Saverio, detta comunemente chiesa dei Gesuiti (in tedesco: Jesuitenkirche St. Franz Xaver) è un luogo di culto cattolico di Lucerna; l'edificio è situato nel centro storico della cittadina, sulla riva sinistra del fiume Reuss.

## Storia
La chiesa di san Francesco Saverio venne costruita tra il 1666 e il 1667. Fu la prima chiesa di stile barocco a sorgere in Svizzera. Non si sa con certezza il nome di chi la progettò, probabilmente uno tra gli architetti allora attivi nella zona, come Michael Beer, Michael Thumb, Heinrich Mayer oppure Christoph Vogler. La chiesa nacque come luogo di culto del collegio della Compagnia di Gesù; tuttavia, fino al 1755, anno in cui fu costruito un passaggio, i due edifici erano distaccati. Nella cappella viene custodita la tonaca originaria di Fratel Nicolao, patrono della Svizzera.
La facciata venne completata soltanto nel 1893, con la costruzione dei due campanili. Nel XX secolo, la chiesa è stata interessata da due restauri, il primo tra il 1957 e il 1958, il secondo tra il 1974 e il 1980.

## Descrizione

### Esterno
La facciata della chiesa, orientata verso il fiume, è stretta fra i due campanili ottocenteschi e presenta uno schema bipartito in due fasce orizzontali, ciascuna delle quali è divisa in cinque settori verticali da lesene ioniche. Nella fascia inferiore, si aprono cinque portali, con il centrale, più grande rispetto agli altri, sormontato da una statua raffigurante San Francesco Saverio. Nella fascia superiore, invece, ci sono cinque finestroni che danno luce all'interno. La parte centrale della facciata termina con un frontone.

### Interno

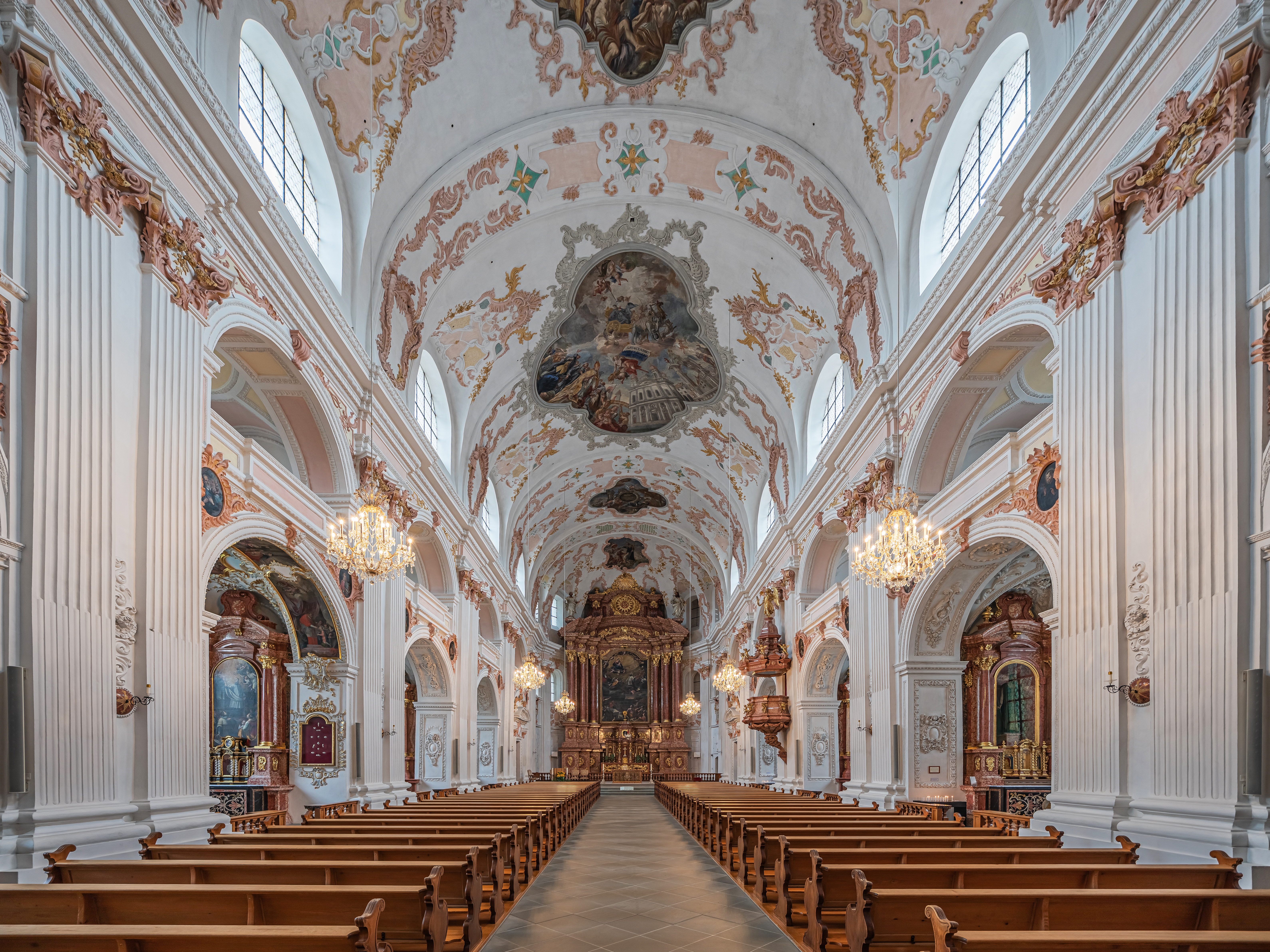
Interno

L'interno della chiesa è a navata unica coperta con volta a botte lunettata e terminante con abside semicircolare; sulla navata si aprono quattro cappelle laterali per lato. A Heinrich Mayer sono da attribuire gli stucchi di tali cappelle, in Svizzera i primi esempi dello stile della Scuola di Wessobrunn. Al di sopra di esse, vi è un matroneo che, in controfacciata, forma una doppia cantoria. Nell'abside, all'interno dell'area del presbiterio, si trova l'altare maggiore in marmo. La chiesa conserva inoltre i dipinti murali dei fratelli Giuseppe Antonio e Giovanni Antonio Torricelli di Lugano.

### Organi a canne

#### Organo maggiore
Sulla cantoria in controfacciata, si trova l'organo a canne principale della chiesa, costruito nel 1982 dalla ditta organaria tedesca Metzler Orgelbau riutilizzando la cassa e parte del materiale fonico del precedente strumento del 1897, costruito dalla ditta organaria svizzera Goll Orgelbau.
L'organo è a trasmissione meccanica, con cassa in legno dipinto a finto marmo e con mostra composta da canne di principale disposte in più campi. La consolle è a finestra ed ha tre tastiere di 58 note ciascuna ed una pedaliera dritta di 30 note.
Di seguito, la disposizione fonica dell'organo:
| Prima tastiera - Rückpositiv |        |
| Bourdon                      | 8'     |
| Quintade                     | 8'     |
| Principal                    | 4'     |
| Rohrflöte                    | 4'     |
| Octave                       | 2'     |
| Sifflöte                     | 1.1/3' |
| Sesquialtera II              | 2.2/3' |
| Scharf III-IV                | 1'     |
| Rankett                      | 16'    |
| Krummhorn                    | 8'     |

| Seconda tastiera - Hauptwerk |        |
| Bourdon                      | 16'    |
| Principal                    | 8'     |
| Rohrflöte                    | 8'     |
| Gamba                        | 8'     |
| Octave                       | 4'     |
| Flauto                       | 4'     |
| Nasard                       | 2.2/3' |
| Superoctave                  | 2'     |
| Flageolet                    | 2'     |
| Terz                         | 1.3/5' |
| Mixtur IV                    | 1.1/3' |
| Zimbel III                   | 2/3'   |
| Fagott                       | 16'    |
| Trompete                     | 8'     |

| Terza tastiera - Echowerk |        |
| Holzgedackt               | 8'     |
| Gedacktflöte              | 4'     |
| Principal                 | 2'     |
| Cornett III               | 2.2/3' |
| Zimbel II                 | 1/2'   |
| Regal                     | 8'     |

| Pedal     |        |
| Principal | 16'    |
| Subbass   | 16'    |
| Octavbass | 8'     |
| Bourdon   | 8'     |
| Octave    | 4'     |
| Mixtur IV | 2.2/3' |
| Posaune   | 16'    |
| Trompete  | 8'     |
| Clairon   | 4'     |

#### Organo del coro
Alla sinistra del presbiterio si trova un secondo organo a canne, costruito nel 1984 dalla ditta organaria svizzera Goll Orgelbau. A trasmissione meccanica, ha un'unica tastiera di 54 note ed una pedaliera dritta di 30 note, e la seguente disposizione fonica:
| Manual    |    |
| Gedackt   | 8' |
| Rohrflöte | 4' |
| Principal | 4' |
| Octave    | 2' |
| Regal     | 8' |

| Pedal   |     |
| Subbass | 16' |

## Galleria d'immagini

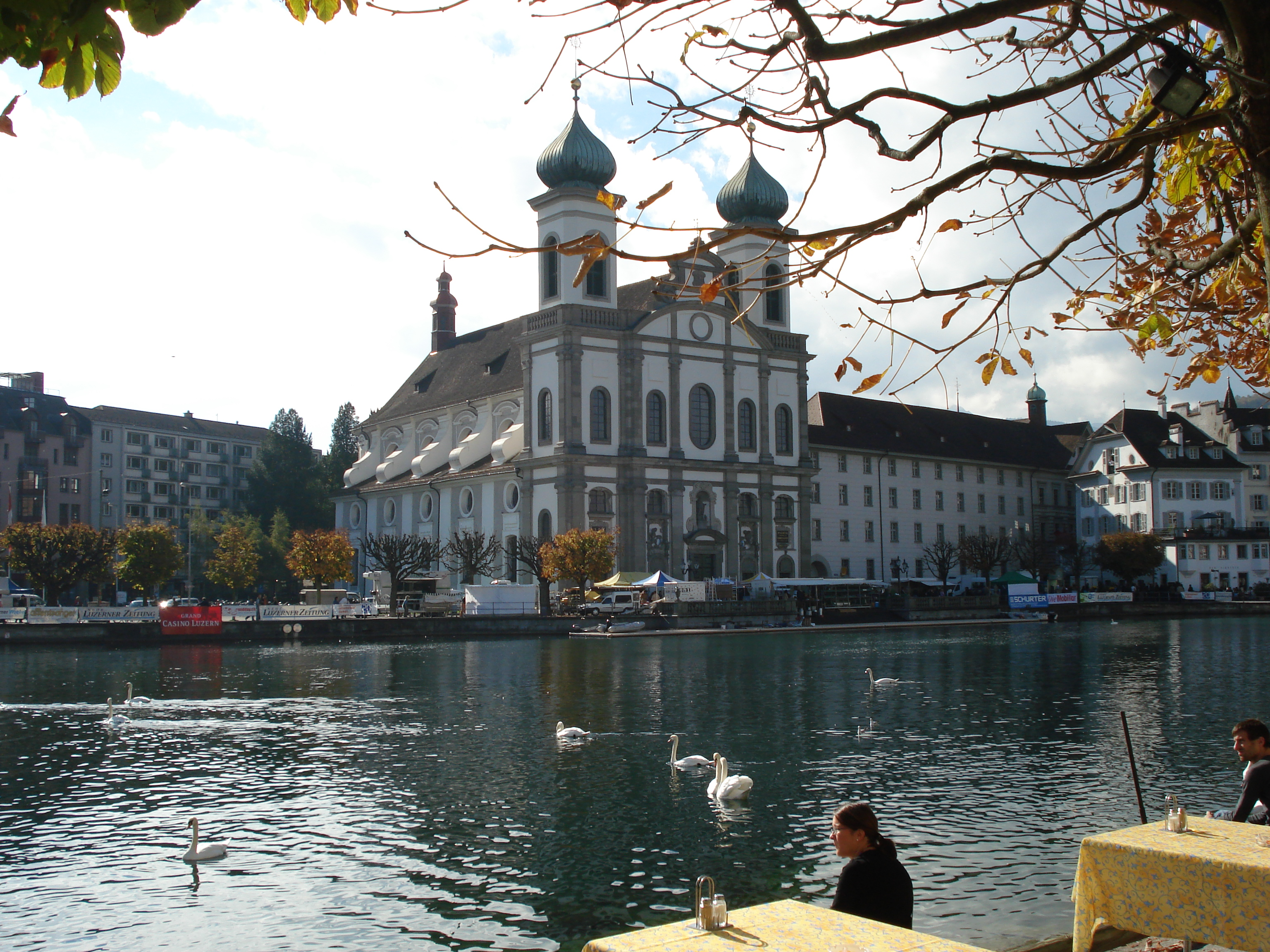
La chiesa sul fiume Reuss
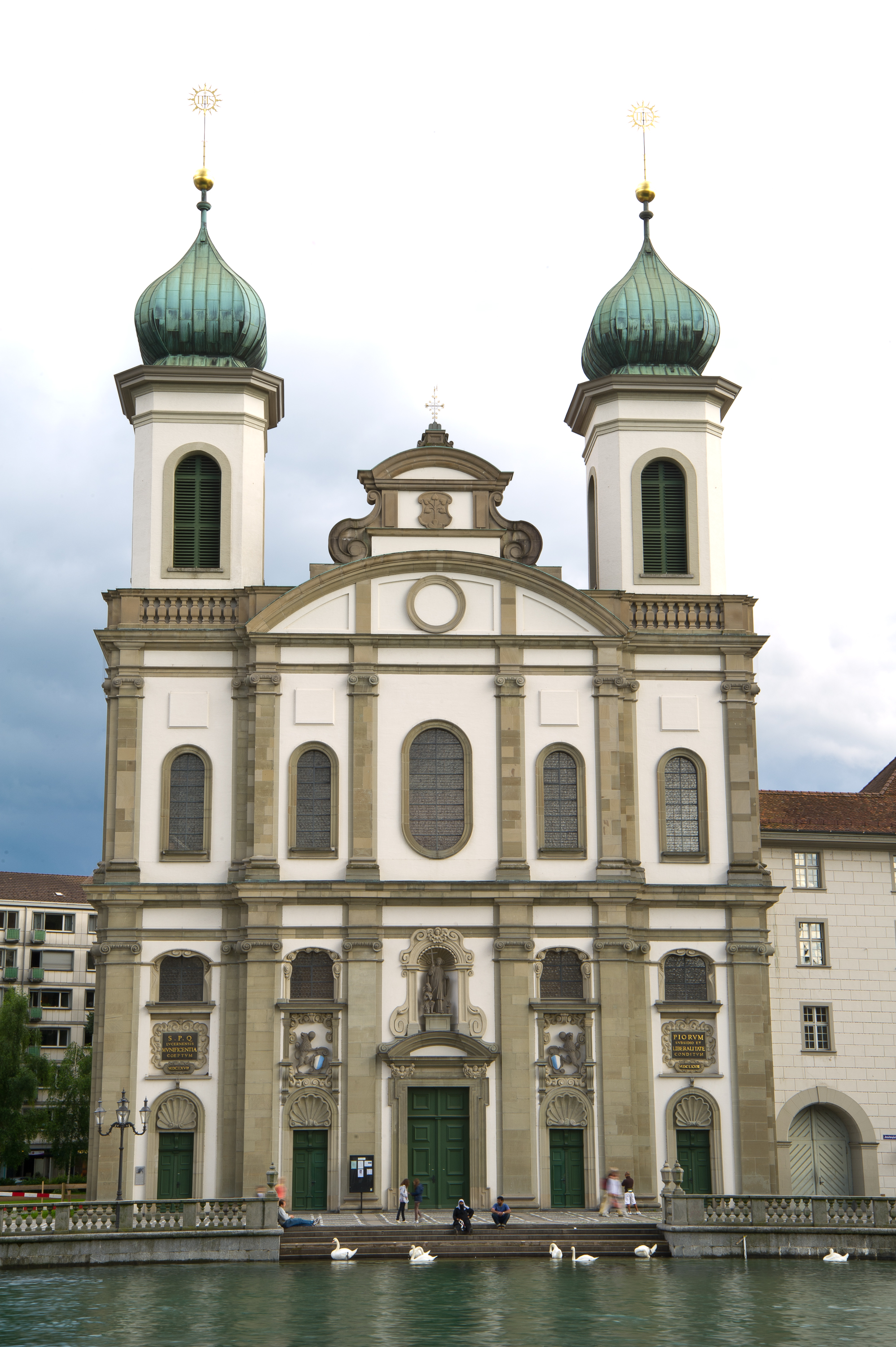
La facciata
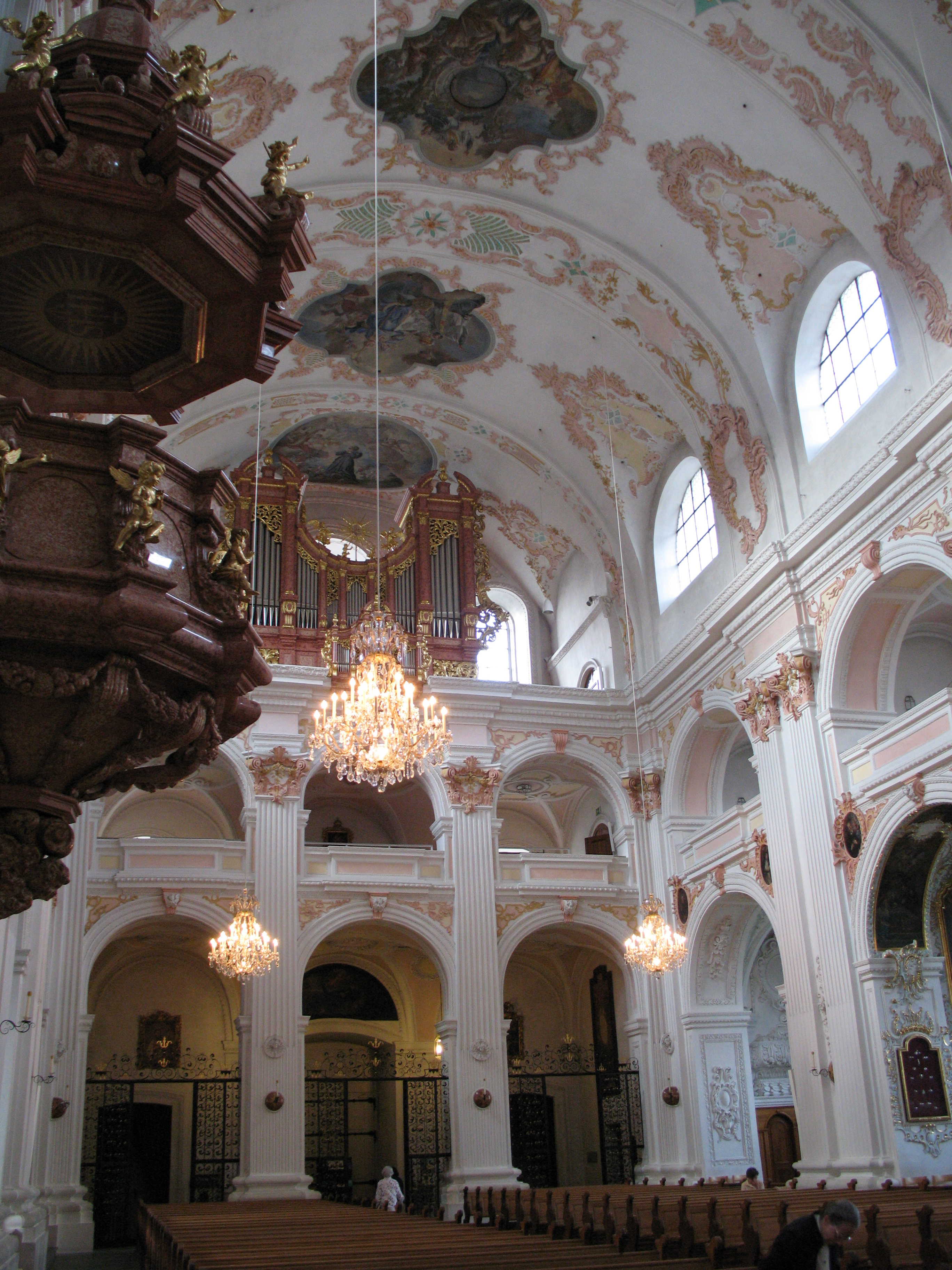
Interno verso la controfacciata
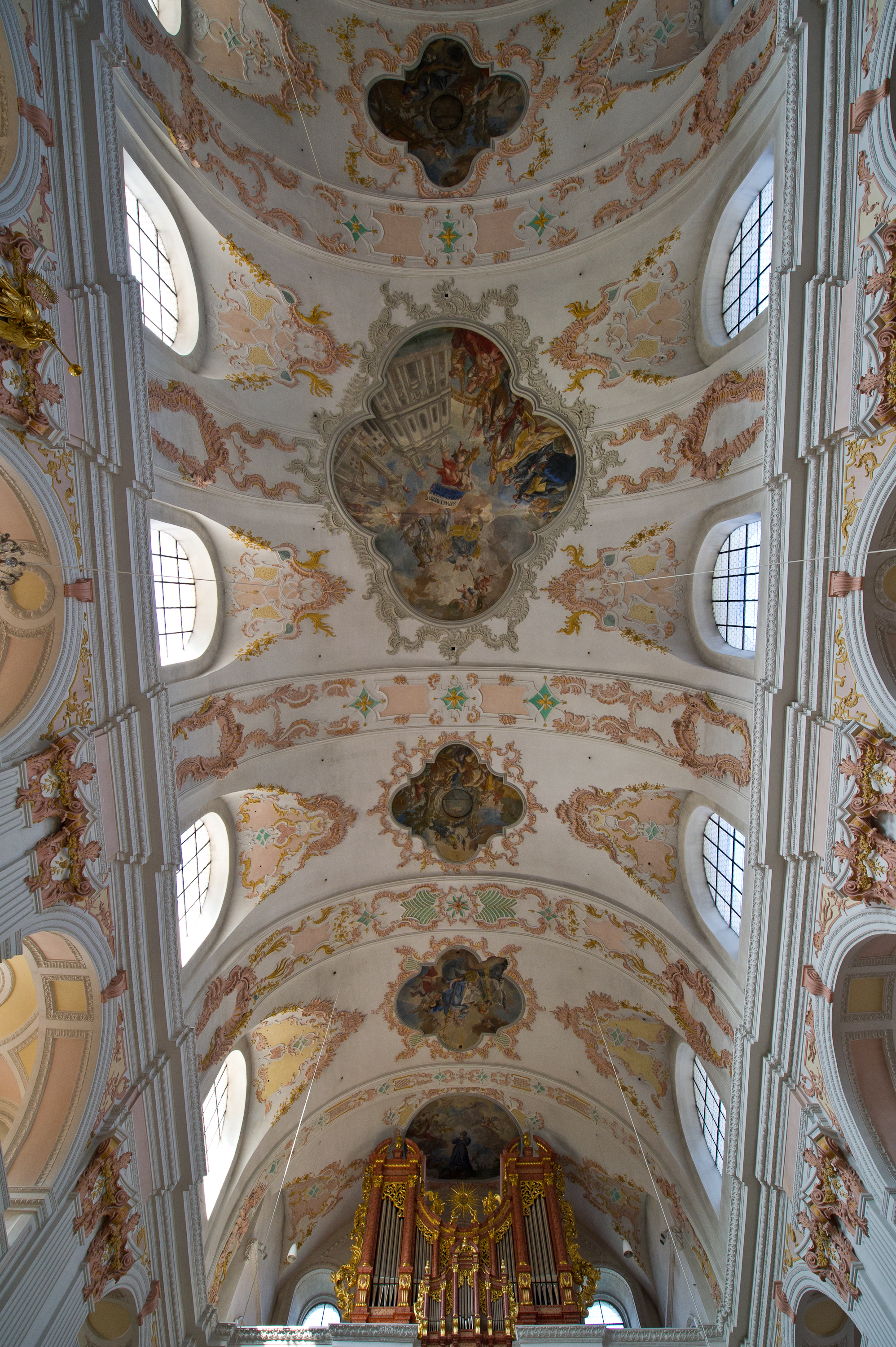
La volta